# Gold Rush (Slagharen)
Gold Rush im Attractiepark Slagharen (Slagharen, Niederlande) ist eine Stahlachterbahn mit Abschuss vom Modell Infinity Coaster des Herstellers Gerstlauer Amusement Rides, die am 13. April 2017 eröffnet wurde. Die Bahn ersetzte den am 3. Oktober 2016 stillgelegten Schwarzkopf Looping Star Thunder Loop an gleicher Stelle. Die Bahn ist thematisiert nach dem Goldrausch in Kalifornien.
Für den Abschuss werden Linearmotoren (LSM) eingesetzt. Der Zug wird zunächst direkt aus der Station vorwärts beschleunigt und fährt die Auffahrt zum Top Hat etwa halb hinauf. Danach rollt der Zug zurück und wird rückwärts die Abfahrt des Dive-Loop hinaufbeschleunigt. Beim nochmaligen Zurückrollen wird der Zug abermals vorwärts beschleunigt und durchfährt dann die gesamte Strecke. Auf Grund dieser mehrfachen Beschleunigung legt der Zug ca. 620 m zurück, bei einer gesamten Streckenlänge von 400 m.

## Zug
Gold Rush besitzt einen einzelnen Zug mit fünf Wagen. In jedem Wagen können vier Personen in einer Reihe Platz nehmen.

## Auszeichnungen
2018 wurden der Park und der Hersteller für die Achterbahn mit dem Neuheitenpreis „FKF-Award“ des Freundeskreises Kirmes und Freizeitparks e. V. ausgezeichnet.